# L'Olimpia
Su la sponda del mare
Ne doit pas être confondu avec Olímpia ou L'Olympia.
L'Olimpia (H.698), est une cantate de chambre du compositeur italien Alessandro Scarlatti, composée pour voix de soprano, deux violons, alto et basse continue. La partition n'est pas datée et l'auteur du poème est inconnu.

## Présentation
La cantate L'Olimpia, dont l'incipit est Su la sponda del mare (« Au bord de la mer »), est une invocation au vent et aux vagues de l'héroïne, abandonnée sur une île déserte, pour saboter son amant infidèle. L'accompagnement est dramatique et utilise le récitativo stromentato, comme inauguré à la fin de l'année 1685 dans Olimpia Vendicata, opéra sur un livret d'Aurelio Aureli d'après L'Arioste (Orlando furioso, chants IX-XI) : l'abandon — repris dans la cantate — en constitue la première scène.
La première aria, Agiutatemi a morire (« Aidez-moi à mourir »), a tout d'une véritable plainte, où les violons dialoguent avec la voix. Dans l'aria suivante, c'est la rage qui s'exprime et les arpèges incessants des violons évoquent la fureur des vents et des vagues.
Le thème de l'abandon est traité dans d'autres cantates, notamment L'Arianna, à la forme plus complexe.

## Structure

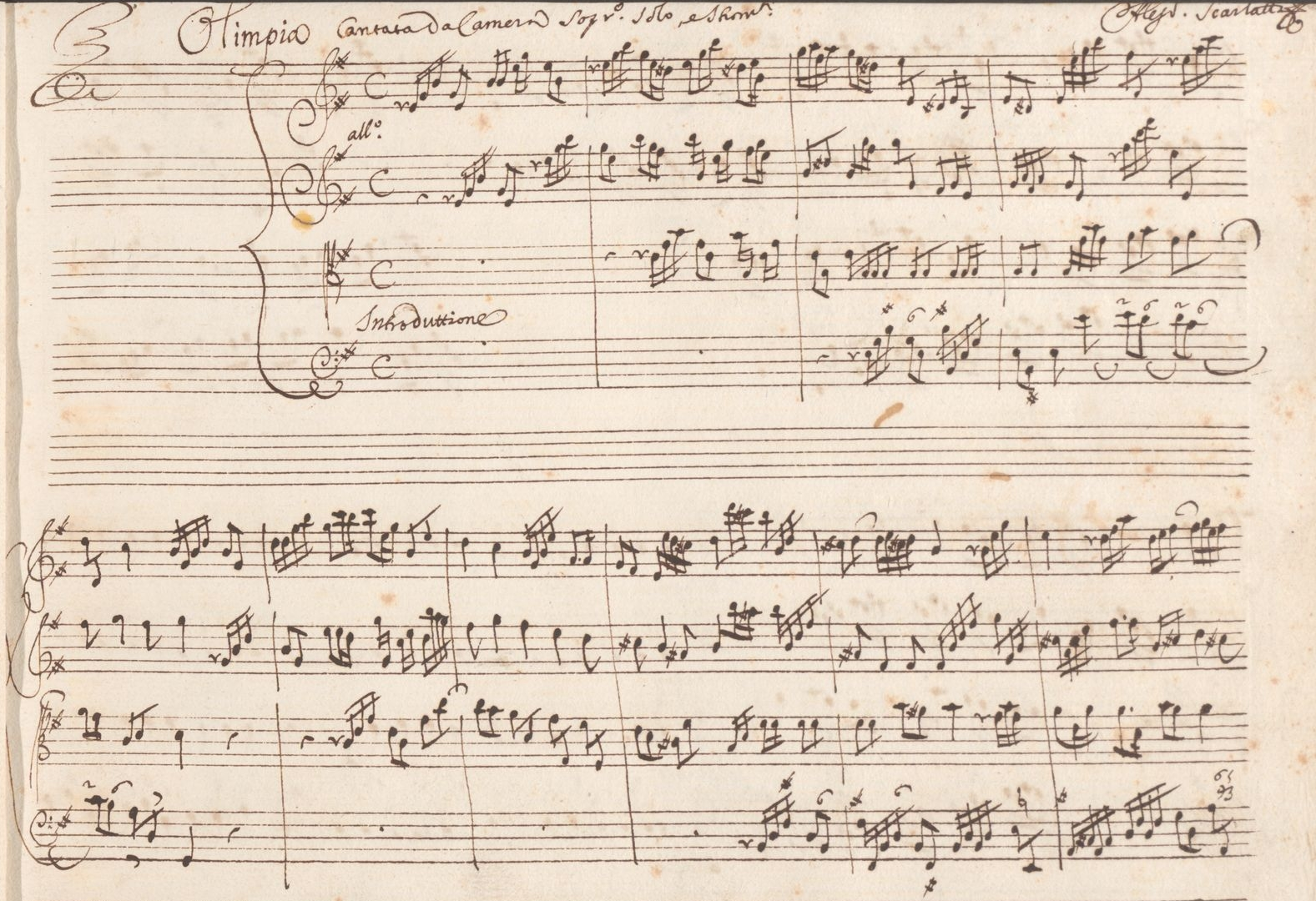
Incipit de l'Allegro de l'introduction instrumentale de la cantate (Ms. Vienne SA.67.G.100).

L'Olimpia, cantata da camera a soprano solo con strumenti
- Sinfonia. Allegro – Adagio – Allegro  / 
 /
- Su la sponda del mare per un ingrato (recitativo)
- Agiutatemi a morire (aria). Largo assai  en mi mineur
- O mare, o stelle, o venti (recitativo)
- Le procelle si fan (aria). Adagio
- Or cosi frase parla (recitativo)
- Quanto a simile il mio core (aria) Andante

## Manuscrits
- Vienne, Bibliothèque nationale autrichienne, A-Wn (Fonds Kiesewetter, SA.67.G.100)[4],[5] — autographe de Scarlatti

## Discographie
- L'Olimpia (H.698) ; L'Arianna (H.242) ; Su le sponde del Tebro (H.705) - Adriana Fernández, soprano ; Concerto de’ Cavalieri, dir. Marcello Di Lisa (22-25 février 2009, CPO 777 748-2)[6] (OCLC 906158719)
- Jane Edwards, soprano ; ensemble Chacona, Rosalind Halton (ABC)